# Via Mala (film 1945)
Via Mala – niemiecki dramat z 1945 roku w reżyserii Josefa von Bákyego, w którym główne role zagrali Karin Hardt, Carl Wery i Victor Staal.  Film jest adaptacją powieści Johna Knittela Via Mala. Premiera filmu nastąpiła w kwietniu 1945 roku na miesiąc przed kapitulacją Niemiec. Film był wizualnie ekspresjonistyczny, co było stosunkowo rzadkie w III Rzeszy.

## Fabuła
W rolniczej wiosce, Jonas Lauretz, człowiek o porywczym charakterze, zastrasza swoją rodzinę, kochankę oraz sąsiadów. Po tym, gdy znika pewnej nocy, ludzie powszechnie zaczynają uważać, że został zamordowany przez swoją najstarszą córkę Silvelie. Do wioski przybywa nowy sędzia śledczy aby zbadać sprawę, jednakże zakochuje się on w Silvelie. Od tego momentu staje się rozdarty pomiędzy miłością do niej, a swoimi obowiązkami w związku ze śledztwem dotyczącym morderstwa. Ostatecznie okazuje się, że to nie Silvelie zabiła Jonasa, ale Bündner, miejscowy dozorca gospody. Ludzie wybaczają mu zbrodnię, ponieważ sami dzielili z nim nienawiść i chęć zabicia Jonasa Lauretza.   

## Produkcja
Powieść Johna Knittela Via Mala wydana w 1934 roku stała się międzynarodowym sukcesem. Prawa do nakręcenia filmu na podstawie powieści nabyto w 1941 roku, ale późniejszy okres produkcji był długi i skomplikowany. Scenariusz autorstwa Thea von Harbou został po raz pierwszy przedłożony cenzorowi 21 maja 1941 roku, lecz nie został on zaakceptowany aż do 28 lutego 1942 roku. Minister propagandy Joseph Goebbels wstrzymał projekt filmu, ponieważ według niego był „zbyt ponury”. Rok później projekt został wznowiony i rozpoczęto do niego zdjęcia w wytwórni w Babelsbergu w Berlinie oraz w Mayrhofen w Tyrolu. Z powodu różnych opóźnień film nie został ukończony do marca 1944 roku. Film ciągle uważano za niesatysfakcjonujący i kilka scen zostało nakręconych ponownie. Zakończenie filmu było inne niż w powieści, w której na koniec okazuje się, że cała rodzina zabitego, oprócz Silvelie, brała udział w morderstwie. Ostatecznie film przedłożono cenzorowi w styczniu 1945 roku.

## Premiera
Wejście filmu na ekrany kin także napotkało na problemy. 9 marca 1945 roku ponownie nie został zaakceptowany przez cenzora, jednakże dziesięć dni później decyzja ta została uchylona. Fabuła filmu uważana była za niewygodną w świetle ostatnich wydarzeń wojennych, gdzie siły niemieckie musiały wycofywać się na wszystkich frontach. Ostatecznie ustalono, że film może być wyświetlany tylko poza granicami Niemiec.
Film miał swoją premierę 7 kwietnia 1945 roku w Mayrhofen. Nie był wyświetlany w Niemczech aż do 16 stycznia 1948 roku, gdy miał swoją premierę we wschodnim Berlinie.

## Obsada
- Karin Hardt jako Silvelie
- Carl Wery jako Jonas Lauretz
- Viktor Staal jako Andreas von Richenau
- Hilde Körber jako Hanna
- Hildegard Grethe jako pani Lauretz
- Albert Florath jako urzędnik
- Ferdinand Asper jako Bündner
- Karl Hellmer jako Jöry
- Malte Jäger jako Nikolaus